# Rune Ohlin
Rune Börje Ohlin, född 17 mars 1938 i Västra Skrävlinge socken, Malmöhus län, är en svensk målare, grafiker och reklamtecknare.
Han var son till rörläggaren Karl Börje Olin och Anna Greta Svensson. Ohlin studerade vid Essemskolan i Malmö 1954-1955 därefter studerade han för Jules Schyl och Tove Persson vid Malmö tekniska yrkesskola 1955-1957. Hans konst består av stilleben, figurer och skånska slättmotiv utförda i olja, pastell, gouache eller träsnitt.